# Historia de la ciencia en la Edad Contemporánea

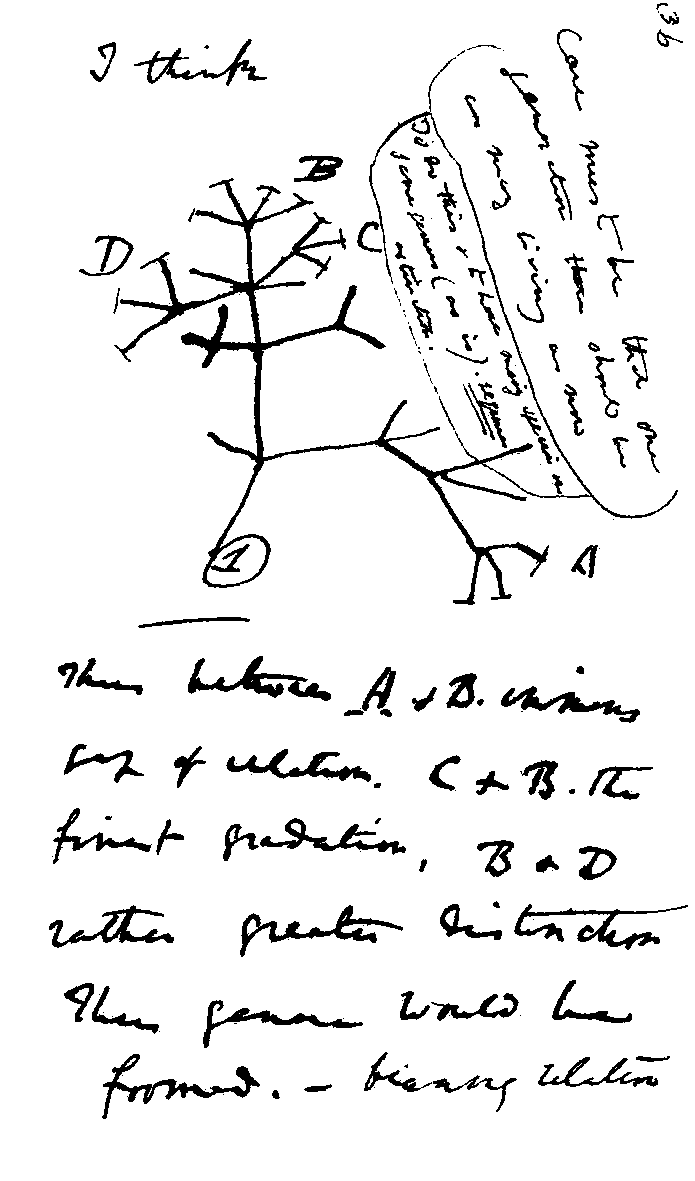
Cuaderno de notas "sobre la transmutación de las especies" de Charles Darwin (1837), que contiene el primer diagrama de un árbol evolutivo y unos apuntes en los que reflexiona sobre la necesidad teórica de la existencia pasada de múltiples formas de vida extintas en la actualidad para explicar la existencia de las actuales formas de vida.

En el siglo XIX las matemáticas se refinaron con Cauchy, Galois, Gauss o Riemann. La geometría se revolucionó con la aparición de la geometría proyectiva y las geometrías no euclidianas.
La óptica sufrió una revisión radical con Thomas Young y Augustin Fresnel, que pasaron de una concepción corpuscular de la luz (newtoniano) a una concepción ondulatoria (prefigurada por Huygens). La electricidad y el magnetismo se unificaron (electromagnetismo) gracias a James Clerk Maxwell, André-Marie Ampère, Michael Faraday y Carl Friedrich Gauss. La relación entre el maquinismo de la primera Revolución industrial (la máquina de vapor) y la ciencia de la termodinámica (Sadi Carnot, Clausius, Nernst y Boltzmann) no fue de ningún modo la de un principio científico que se aplicara a la técnica, sino más bien al contrario; pero a partir de la Segunda Revolución Industrial, los retornos tecnológicos se producirán fluidamente ("era de los inventos", 1870-1910). A finales del siglo XIX se descubrieron nuevos fenómenos físicos: las ondas de radio, los rayos X, la radiactividad (Heinrich Rudolf Hertz, Wilhelm Röntgen, Pierre y Marie Curie).
Se descubren en el siglo XIX la casi totalidad de los elementos químicos, permitiendo a Mendeleiev el diseño de la tabla periódica que predice incluso los no descubiertos. Se crea la química orgánica (Wöhler, Kekulé).
La fisiología abandonó la teoría de la generación espontánea y desarrolló las vacunas (Edward Jenner y Louis Pasteur). La biología se constituyó como ciencia gracias en gran parte a Jean-Baptiste Lamarck, que acuñó el término en 1802, proponiendo un nuevo paradigma: el evolucionista, si bien con bases diferentes a las que terminarán desarrollándose con Darwin (El origen de las especies, 1859). Se abandonó el vitalismo a partir de la síntesis de la urea, que demostró que los compuestos orgánicos podían obtenerse por puras leyes físico-químicas, como los compuestos inorgánicos. La genética nació a partir de la obra de Gregor Mendel (1866), pero presentada de una forma inaplicable, que hubo de esperar al siglo XX para que, tras reelaborarse (leyes de Mendel, Hugo de Vries, Carl Correns y Erich von Tschermak), fuera recibida por la comunidad científica y desarrollara su potencialidad.
La democratización de la enseñanza tuvo un papel capital en el desarrollo de la ciencia y las técnicas en el siglo XIX.

La profesionalización de la ciencia es una de las transformaciones más notables en la Edad Contemporánea.

## Enseñanza

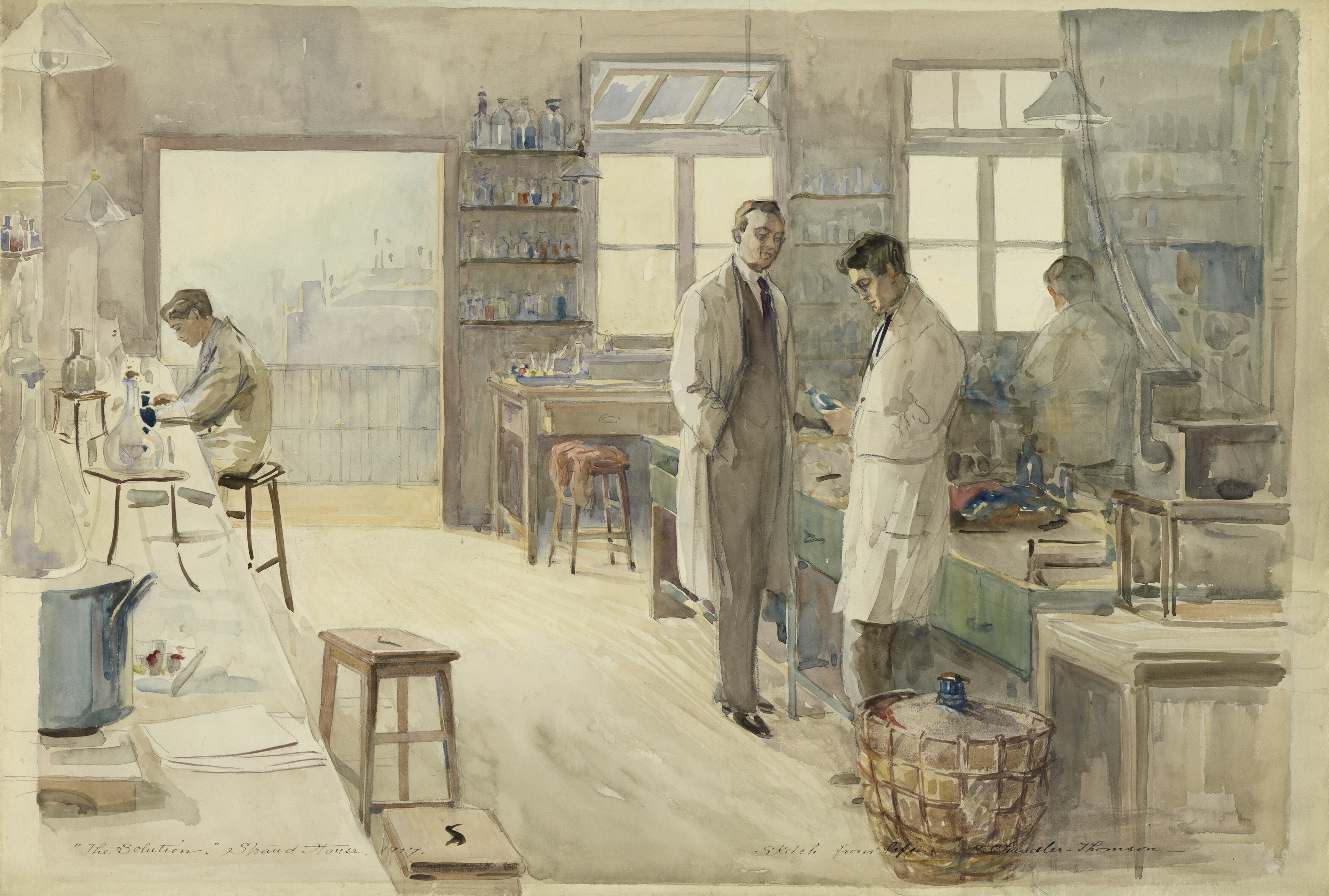
El laboratorio de Strand House en Londres 1917.

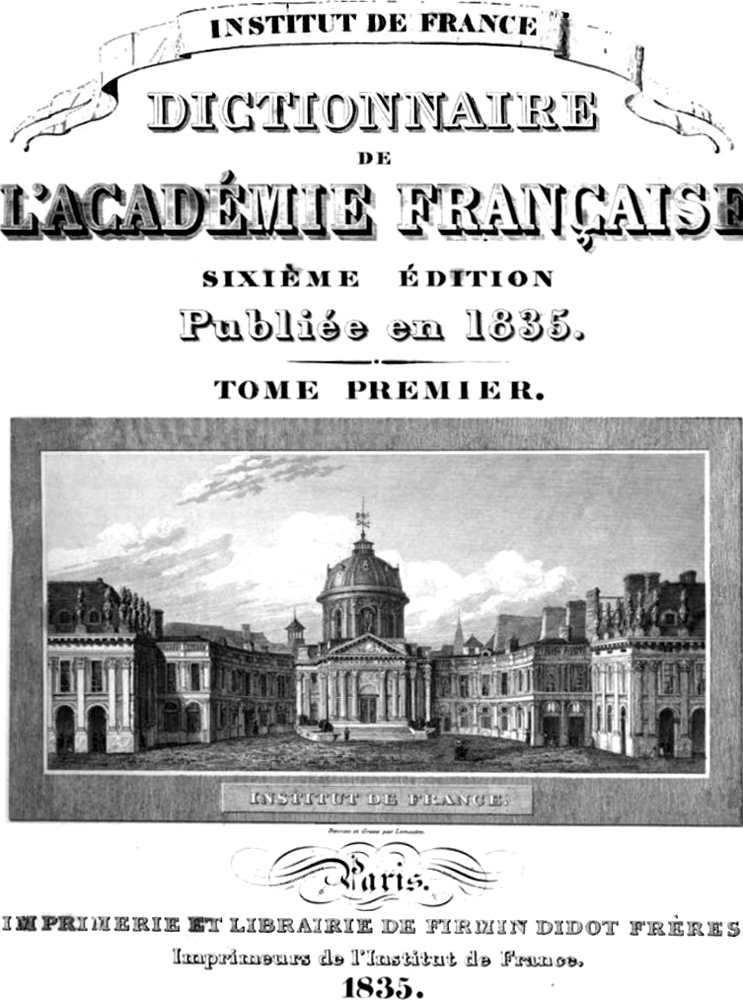
Diccionario de la Academie Française.

La enseñanza tuvo un papel capital en el desarrollo de la ciencia y las técnicas en el siglo XIX.
Los Estados que democratizaron la enseñanza se dotaron de un contexto y unos medios favorables a la investigación científica, y se garantizaron permanecer en la vanguardia durante muchos años. El ejemplo emblemático fue Francia, que tras su Revolución hizo de la ciencia uno de los pilares de la escuela pública y las instituciones preexistentes, que se impulsaron notablemente (Collège de France, Muséum national d'histoire naturelle, École Nationale Supérieure d'Arts et Métiers) o crearon ex-novo (École polytechnique, Conservatoire National des Arts et Métiers, etc.) La sustitución de la Iglesia por el Estado como suministrador de la educación convirtió al país a una especie de credo laico y republicano, que no solo separó la Iglesia del Estado, sino de la ciencia. Con un proceso más gradual, semejantes resultados se tuvieron en el Reino Unido.

## Profesionalización

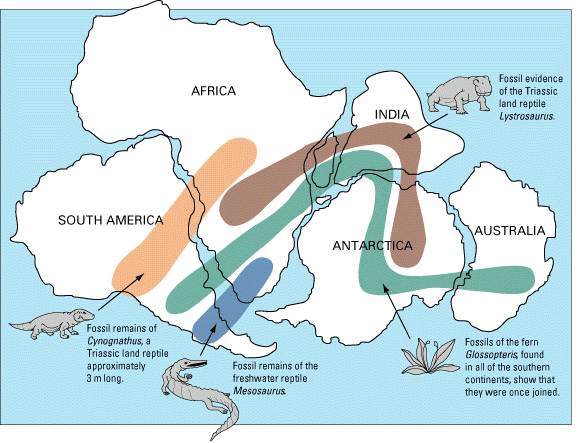
Alfred Wegener expuso en 1915 su hipótesis de la deriva continental. La teoría, que suponía un cambio de paradigma en las ciencias de la Tierra, fue rechazada por la academia#Edad Contemporánea hasta que aparecieron datos como la existencia de las dorsales oceánicas. Para el año 1957 la teoría ya era de aceptación general.

La profesionalización de la ciencia es una de las transformaciones más notables de la actividad científica en la Edad Contemporánea. Instituciones preexistentes (universidades, academias, museos, jardines botánicos) se convirtieron en centros científicos en el sentido contemporáneo de ese concepto, y marginalizaron los aportes de los científicos aficionados. Desaparecen los gabinetes de curiosidades, sustituidos por un coleccionismo sistemático que nutrió las vitrinas de colecciones públicas y privadas. Los intercambios que eran tan corrientes entre savants, amateurs y simples curiosos se hicieron cada vez más raros. Aun así, algunos campos siguieron acogiendo el trabajo aficionado, como la astronomía, la meteorología, la botánica, la ornitología o la entomología.

## Crisis de la ciencia moderna
A pesar del indudable progreso de la ciencia durante los siglos XVII, XVIII y XIX seguía en pie la cuestión del fundamento racional de la misma sobre dos justificaciones divergentes:
- El racionalismo que fundamenta el método hipotético-deductivo: la ley científica se justifica en una deducción teórica a partir de una hipótesis o teorías científicas.
- El empirismo que fundamenta el método inductivo: la ley científica se justifica en la mera observación de los hechos.

El problema es planteado de modo definitivo por Kant respecto a la distinción entre juicios analíticos y sintéticos; la posibilidad de su síntesis, como juicios sintéticos a priori, considerados como los juicios propios de la ciencia, permanecía en la sombra sin resolver:
| VERDAD            | CONDICIÓN                | ORIGEN                                                                             | JUICIO                                                                                     | EJEMPLO |
| ----------------- | ------------------------ | ---------------------------------------------------------------------------------- | ------------------------------------------------------------------------------------------ | --- |
| Verdad de hecho   | Contingente y particular | A posteriori; depende de la experiencia                                            | Sintético: amplía el conocimiento. El predicado no está contenido en la noción del sujeto  | Tengo un libro entre las manos. Está saliendo el sol. |
| Verdad de razón   | Necesaria y universal    | A priori; no depende de la experiencia                                             | Analítico: el predicado se encuentra en la noción del sujeto. No se amplía el conocimiento | Todos los A son B → Si «algo» (x) es A entonces ese algo (x) es B Si {\displaystyle a\cdot a=a^{2}} entonces {\displaystyle {\sqrt {a}}^{2}=a}                         |
| Verdad científica | Universal y necesaria    | A priori; no depende de la experiencia, pero únicamente se aplica a la experiencia | Sintético a priori: amplía el conocimiento. Solo aplicable a los fenómenos                 | Si a y b son cuerpos → a y b experimentan entre sí una fuerza... Los cuerpos se atraen en razón directa de sus masas y en razón inversa al cuadrado de sus distancias. |

¿Cómo y por qué la naturaleza en la experiencia se somete a las «reglas lógicas de la razón» y a las matemáticas?
Los matemáticos se dividieron en intuicionistas y logicistas.
Los intuicionistas consideran la matemática un producto humano y que la existencia de un objeto es equivalente a la posibilidad de su construcción, por lo que no admitían el axioma del tertio excluso. El argumento {\displaystyle A\lor \lnot A;\lnot \lnot A\vdash A} no puede ser tomado como lógica y formalmente válido sin restricción. Todo objeto lógico ha de poder ser previamente construido, lo que plantea especiales problemas lógicos para la negación. ¿Qué objeto es {\displaystyle \lnot A}? Por ello consideraron las verdades de la ciencia probabilísticas, algo así como: «hay razones para considerar verdadero»... Rechazando algunos teoremas y métodos de Georg Cantor. El empirismo de David Hume mantiene su vigencia en la no-realidad de los universales ahora matemáticamente tratados como conjuntos.
Por su parte los formalistas pretendieron construir la traducción posible de los contenidos de la ciencia a un lenguaje lógico uniforme y universal que, como «método unificado de cálculo» hiciera de la ciencia un logicismo perfecto. Tal venía a ser el programa de Hilbert: formalización perfecta de la lógica-matemática, capaz de figurar la realidad mundana debidamente formalizada en un sistema perfecto.

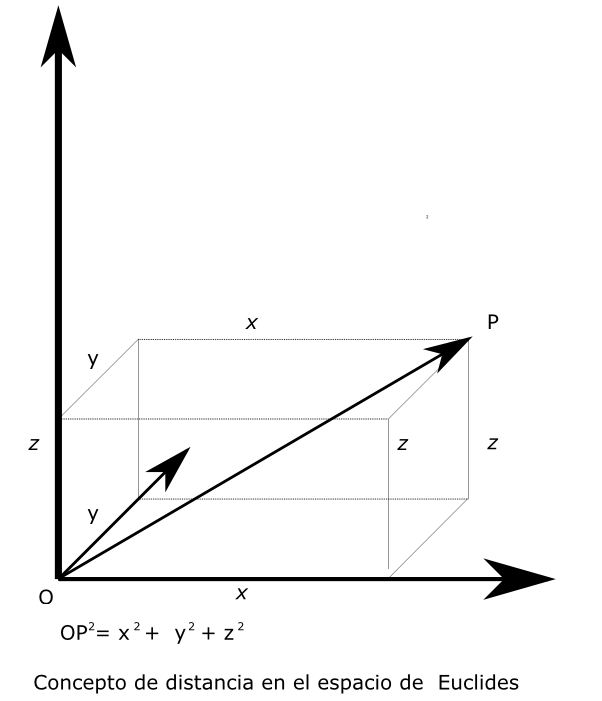
Concepto de distancia en el espacio de Euclides

El programa de Hilbert se vino definitivamente al traste cuando Kurt Gödel (1931) demostró los teoremas de incompletitud, haciendo patente la imposibilidad de un sistema lógico perfecto.
Por otro lado la mecánica cuántica en su expresión matemática abre una brecha entre espacio-tiempo y materia y salva el tradicional abismo entre el observador y la realidad por caminos que traen conturbados a los científicos y han sumido a los filósofos en una gran confusión. En definitiva:
- Matemáticamente: Si un sistema es completo no es decidible. Si es decidible, no es completo.
- Físicamente: La energía aparece como discontinua; las partículas se manifiestan fenoménicamente, según circunstancias, como tales partículas o como ondas. El espacio y el tiempo pierden el carácter de absoluto de la mecánica clásica de Newton; etc.

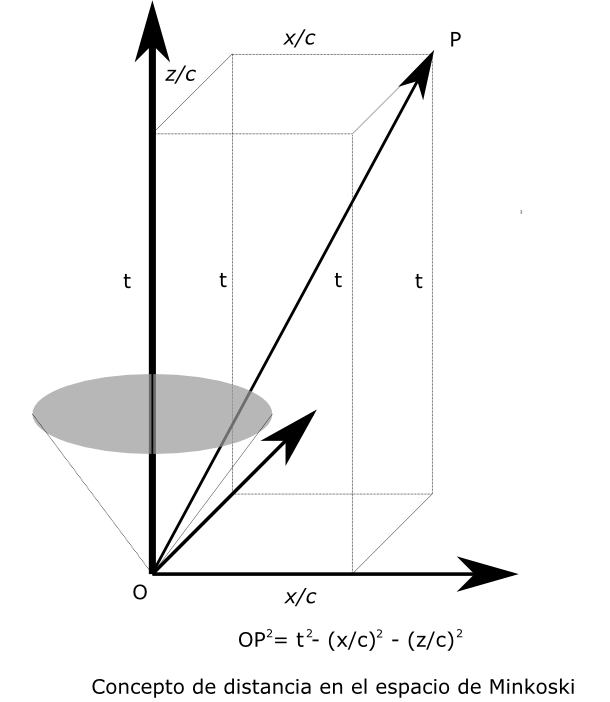
Concepto de distancia en el espacio de Minkoski

En 1934 Karl Popper publica La lógica de la investigación científica, que pone en cuestión los fundamentos del inductivismo científico, proponiendo un nuevo criterio de demarcación de la ciencia así como una nueva idea de verificación por medio de la falsación de teorías y una aproximación asintótica de la verdad científica con la realidad.
En 1962 Kuhn propone un nuevo modo de concebir la construcción de la ciencia bajo el concepto de «cambio de paradigma científico», que hiciera posible el no tener que considerar necesariamente falsas todas las teorías obsoletas de la ciencia anterior.
En 1975 Feyerabend publica un polémico libro, Contra el método. Tras analizar críticamente el proceso seguido por Galileo en su método resolutivo-compositivo, rompe el «paradigma» del método hipotético-deductivo considerado como el fundamento del método científico como tal.
El propio progreso de las ciencias aporta pruebas de que las regularidades de la naturaleza están llenas de excepciones. La creencia en leyes necesarias y la creencia en el determinismo de la Naturaleza, que inspiró tanto a los griegos como a la Ciencia Moderna hasta el siglo XX, así como el hecho de que la observación se justifica a partir de la experiencia, se ponen seriamente en cuestión.

## Posmodernidad
La cuestión entre realismo y empirismo [...] sigue tan viva como siempre [...] [Los investigadores] estudian eventos particulares, realizan entrevistas, invaden los laboratorios, desafían a los científicos, examinan sus tecnologías, sus imágenes, sus concepciones, y exploran el gran antagonismo que a menudo existe entre disciplinas, escuelas y grupos de investigación concretos. Resumiendo sus resultados, podemos decir que el problema no es ahora el de cómo articular el monolito CIENCIA, sino el de qué hacer con la desparramada colección de esfuerzos que han ocupado su lugar.
Feyerabend

Lyotard en su obra La condición postmoderna: Informe sobre el saber se pregunta: ¿Sigue siendo la ciencia el gran argumento de autoridad en el reconocimiento de la verdad? La conclusión postmoderna es que se asumió el criterio de competencia como «saber adecuado a lo concreto» por parte de los expertos. La ciencia no es una cosa, es «muchas»; no es algo cerrado sino abierto; no tiene un método, sino muchos; no está hecha, sino se hace. Su dinámica no es solo la investigación base, sino su aplicación técnica, así como su enseñanza y su divulgación. Por ello las objeciones y las alternativas a cada investigación concreta y en cada campo concreto de la misma, se suscitan y abren según grupos particulares de intereses que no siempre son precisamente científicos. La dependencia económica de la investigación puede convertirla en un producto más en «oferta en el mercado», o ser valorada únicamente como discurso performativo.
La ciencia se ha convertido en un fenómeno que afecta globalmente a toda la Humanidad:
- Por la mayor educación social generalizada en todas las sociedades del mundo.
- Por la influencia de la tecnología que la hace aplicable a la realidad en poco tiempo.
- Por los medios de comunicación, que facilitan la rápida divulgación y vulgarización de los conocimientos.
- Porque se convierte así en un instrumento de poder, económico, político y cultural.
- Etc.

El problema de su fundamentación y construcción deviene un problema filosófico en el llamado posmodernismo que tiene una conciencia clara: La verdad no es necesaria ni universal, sino producto humano y por tanto cambiante y contingente.[¿quién?] La propia ciencia, la filosofía, la literatura o el arte en general y la propia dinámica cultural y social, desbordarán siempre el discurso científico abriendo horizontes de nuevos metadiscursos respecto a la propia ciencia, a los contenidos culturales y sociales, a la vida cotidiana, el ejercicio del poder o la acción moral y política.

La pregunta, explícita o no, planteada por el estudiante profesionalista, por el Estado o por la institución de enseñanza superior, ya no es ¿es eso verdad?, sino ¿para qué sirve? En el contexto de la mercantilización del saber, esta última pregunta, las más de las veces, significa: ¿se puede vender? Y, en el contexto de argumentación del poder ¿es eficaz? Pues la disposición de una competencia performativa parecía que debiera ser el resultado vendible en las condiciones anteriormente descritas, y es eficaz por definición. Lo que deja de serlo es la competencia según otros criterios, como verdadero/falso, justo/injusto, etc., y, evidentemente, la débil performatividad en general.
Lyotard [1979] 1994, p. 94

El resultado es que es posible adquirir conocimiento y resolver problemas combinando elementos de ciencia con opiniones y procedimientos que prima facie son no-científicos.

## Galería

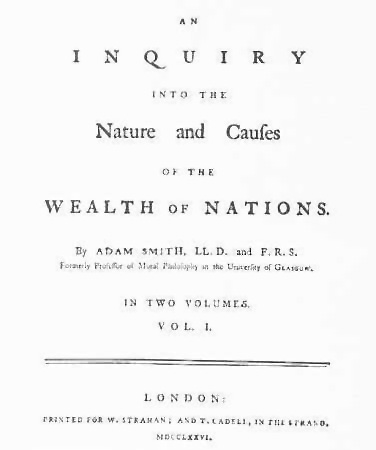
La riqueza de las naciones de Adam Smith (1766), texto fundacional de la ciencia económica.
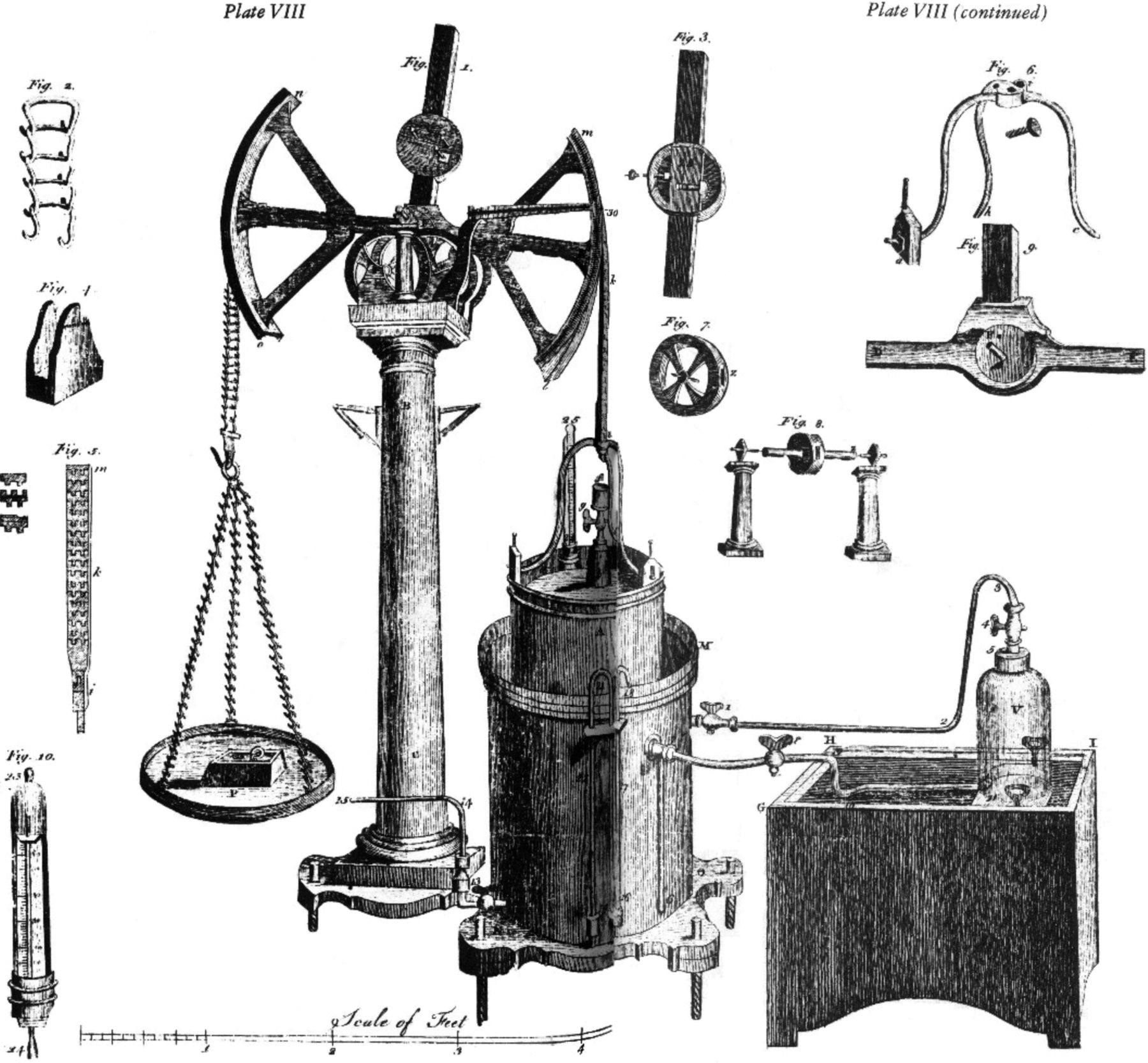
Balanza para pesar reactivos y productos de las reacciones en Tratado elemental de química, de Lavoisier (1789).
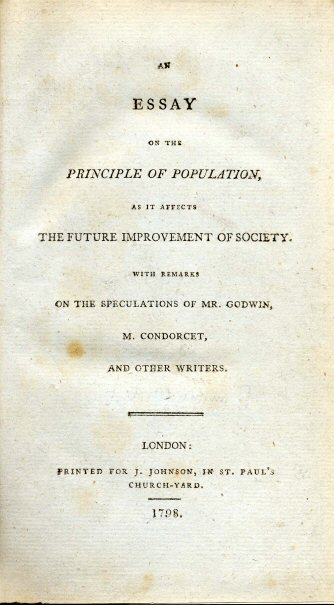
Ensayo sobre el principio de la población, de Malthus (1798).
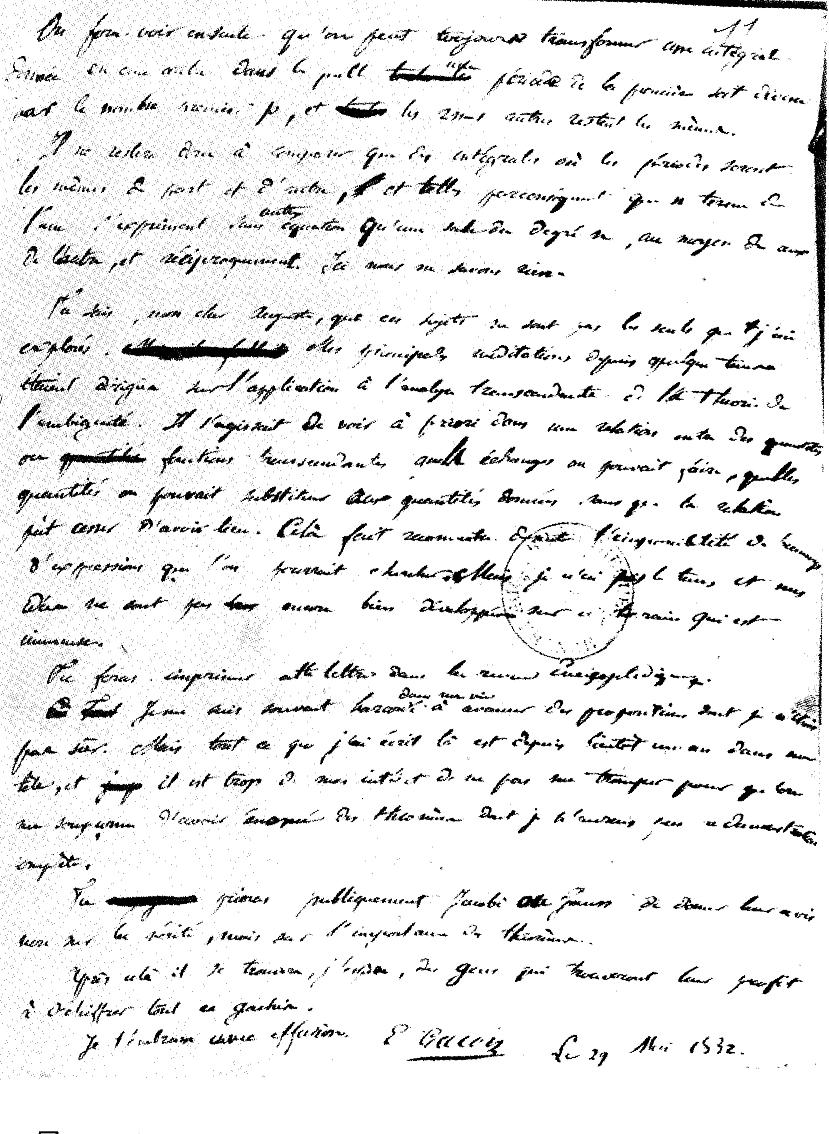
Una de las cartas escritas por Galois la noche anterior al duelo que le llevó a la muerte, y donde se esforzó por dejar a la posteridad un extraordinario conjunto de ideas matemáticas, expuestas precipitadamente (29 de mayo de 1832).
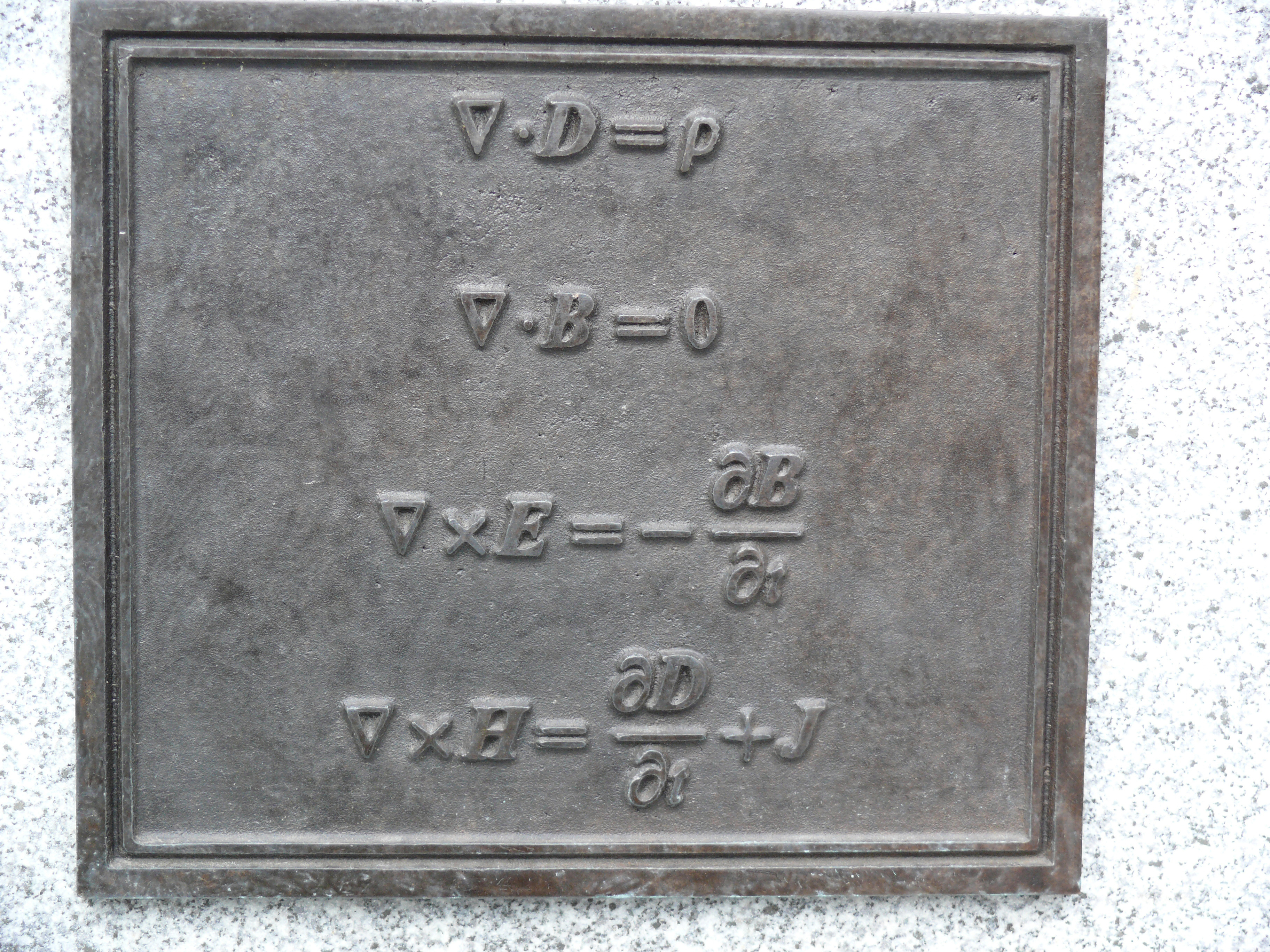
Las ecuaciones de Maxwell en una placa de bronce de su monumento. Inicialmente (1865) eran ocho, que fueron agrupadas y reformuladas en cuatro (1884, después de su muerte).
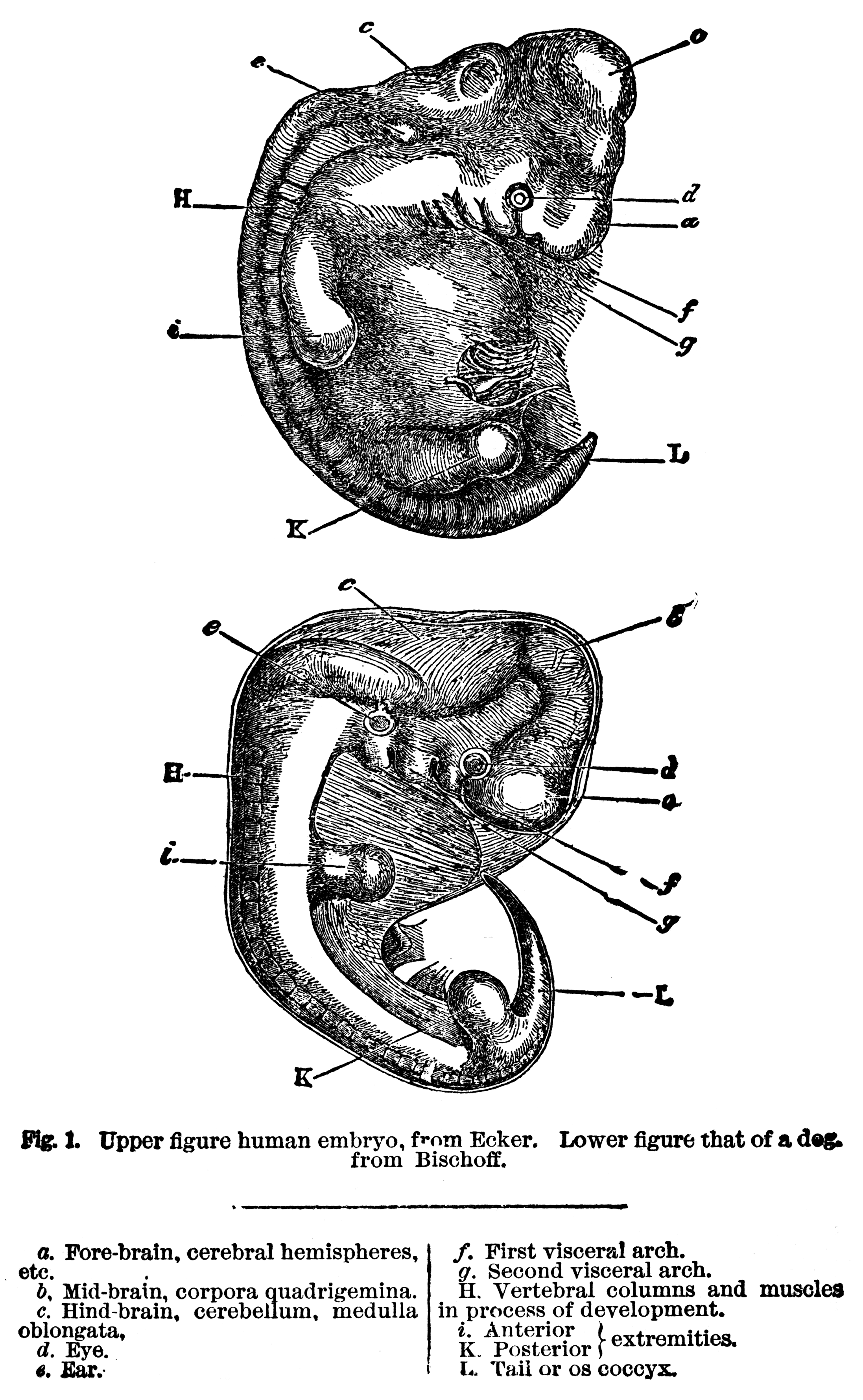
Comparación de los embriones de hombre y perro en El origen del hombre, de Darwin (1874).
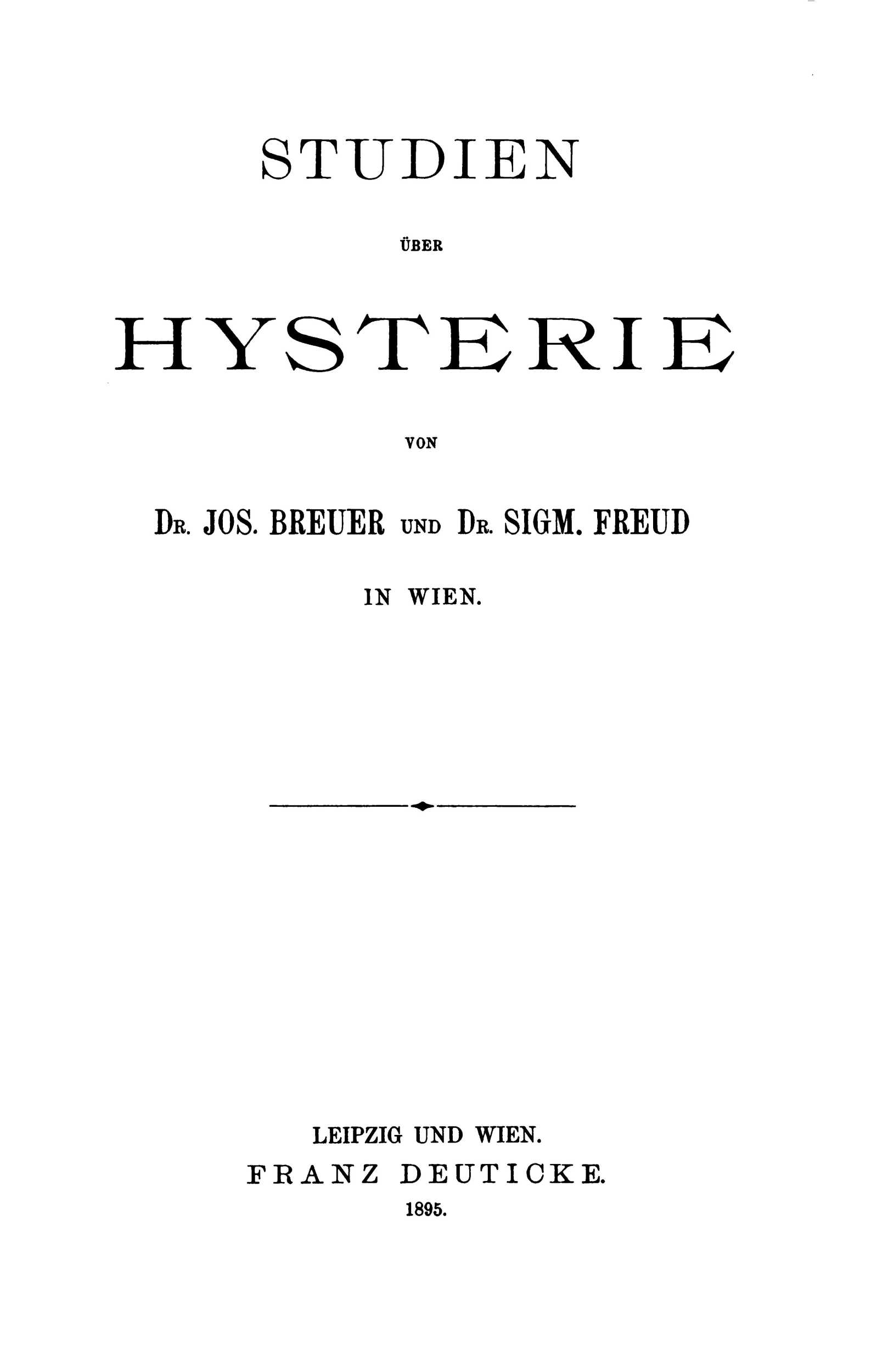
Estudios sobre la histeria, de Freud (1895).
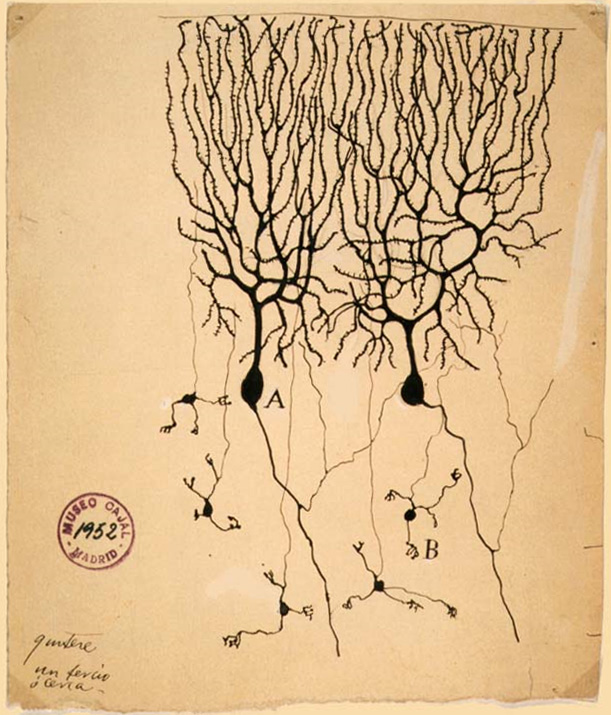
Dibujo de Ramón y Cajal a partir de su estudios microscópicos neuronales (1899).
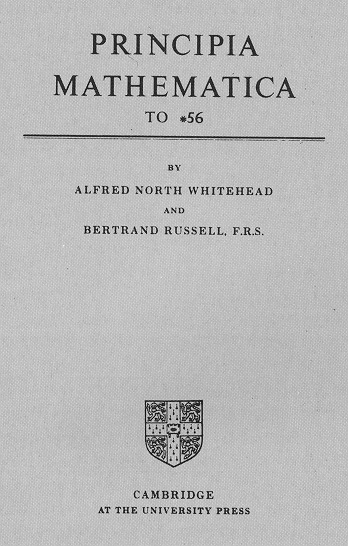
Principia mathematica de Alfred North Whitehead y Bertrand Russell (1910-1913).
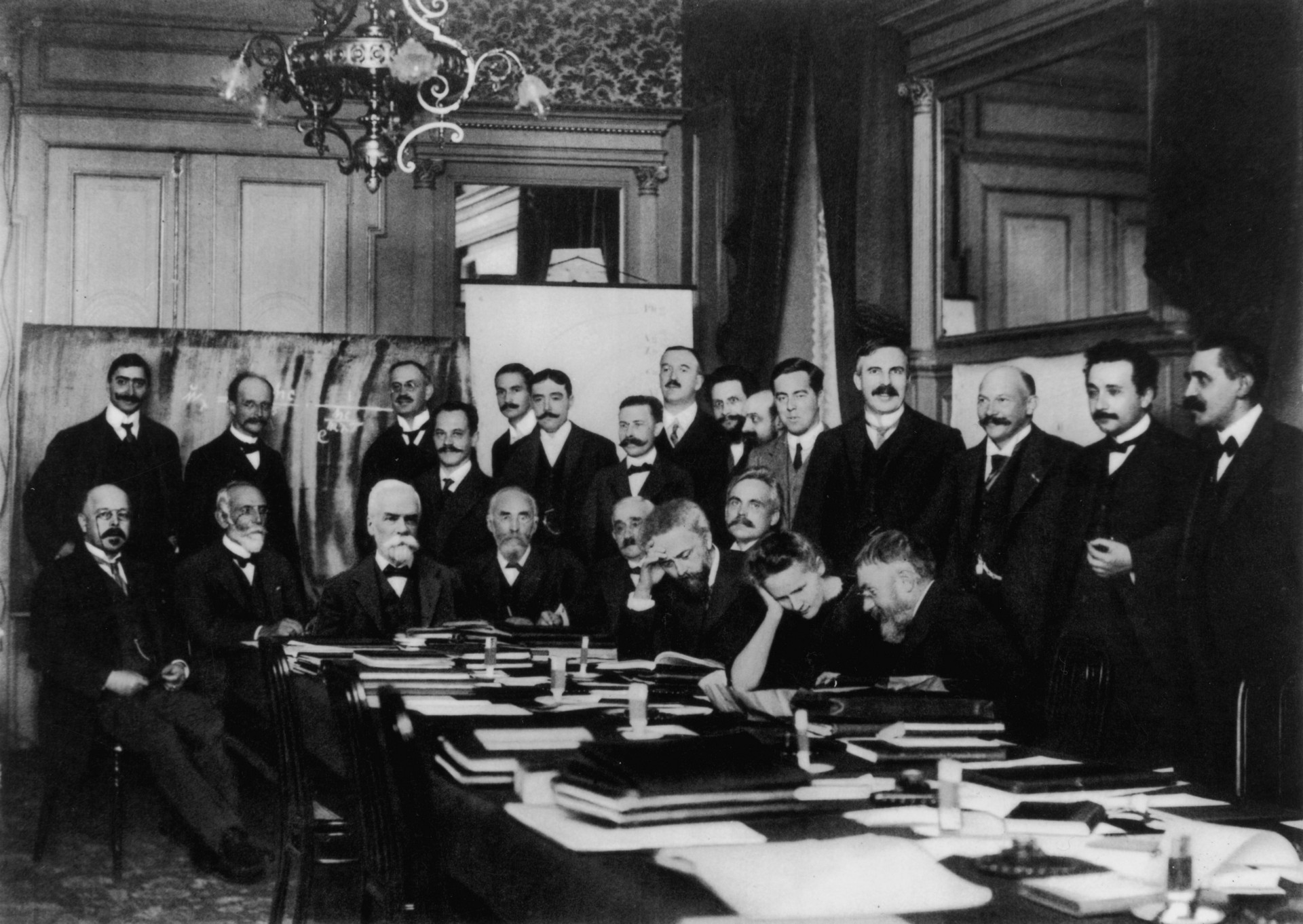
Primera conferencia Solvay (1911).
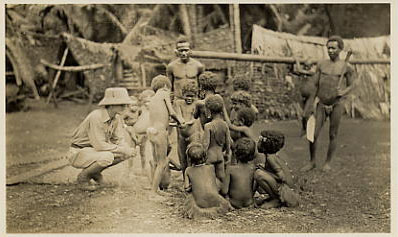
Bronisław Malinowski con la tribu Trobriand (ca. 1918).
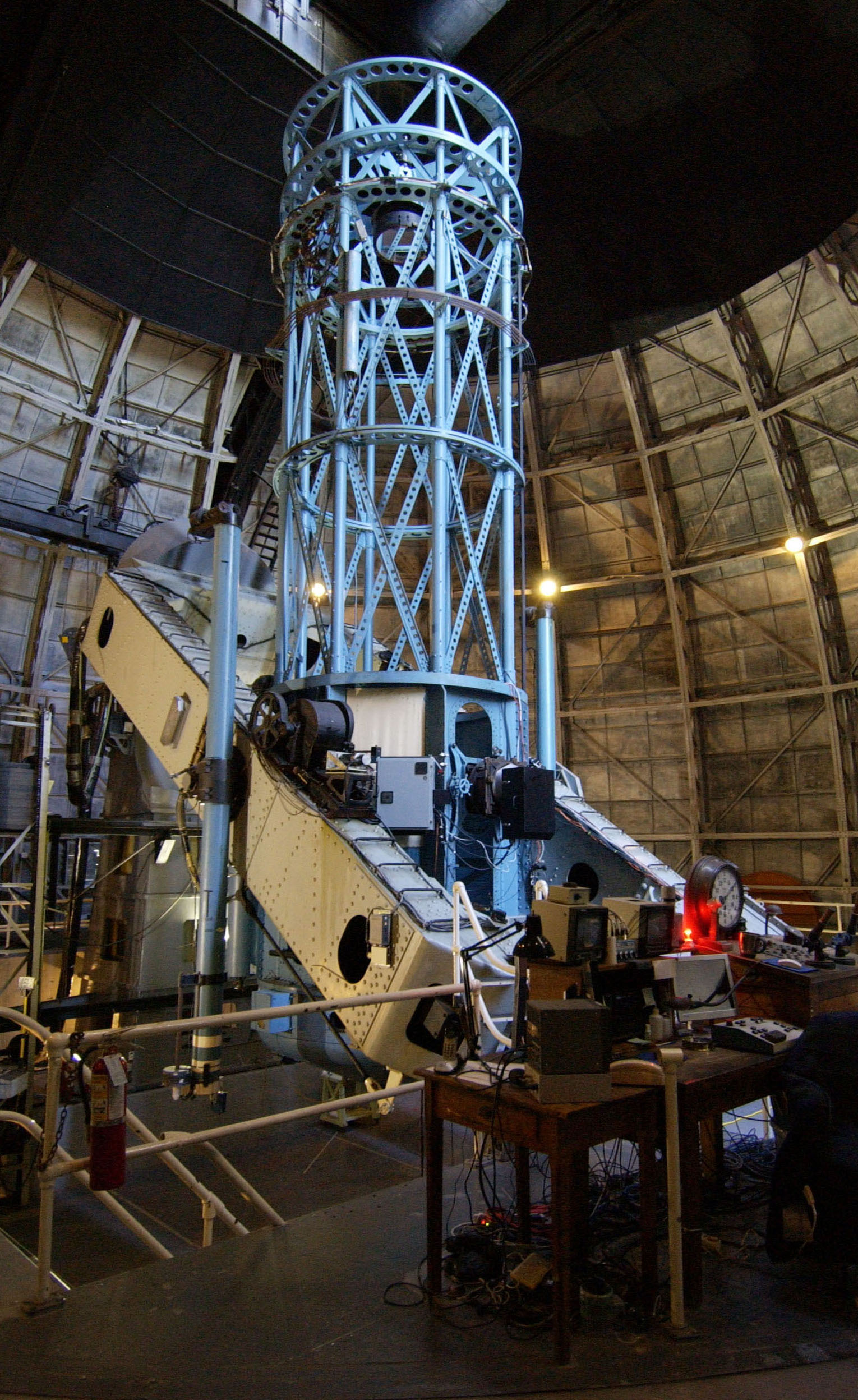
Observatorio Monte Wilson, donde Edwin Hubble descubrió (1929) el desplazamiento hacia el rojo de la luz de las galaxias, dato esencial para la cosmología (teoría del Big Bang).
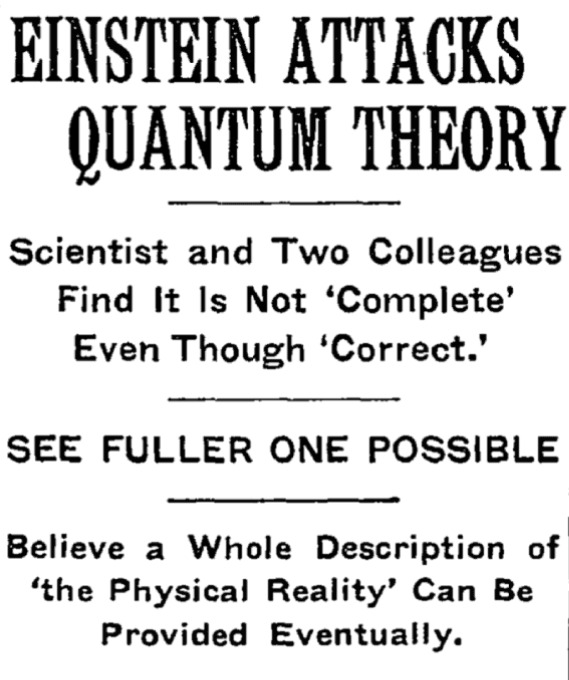
Titular periodístico sobre declaraciones de Albert Einstein contra la teoría cuántica (1935).
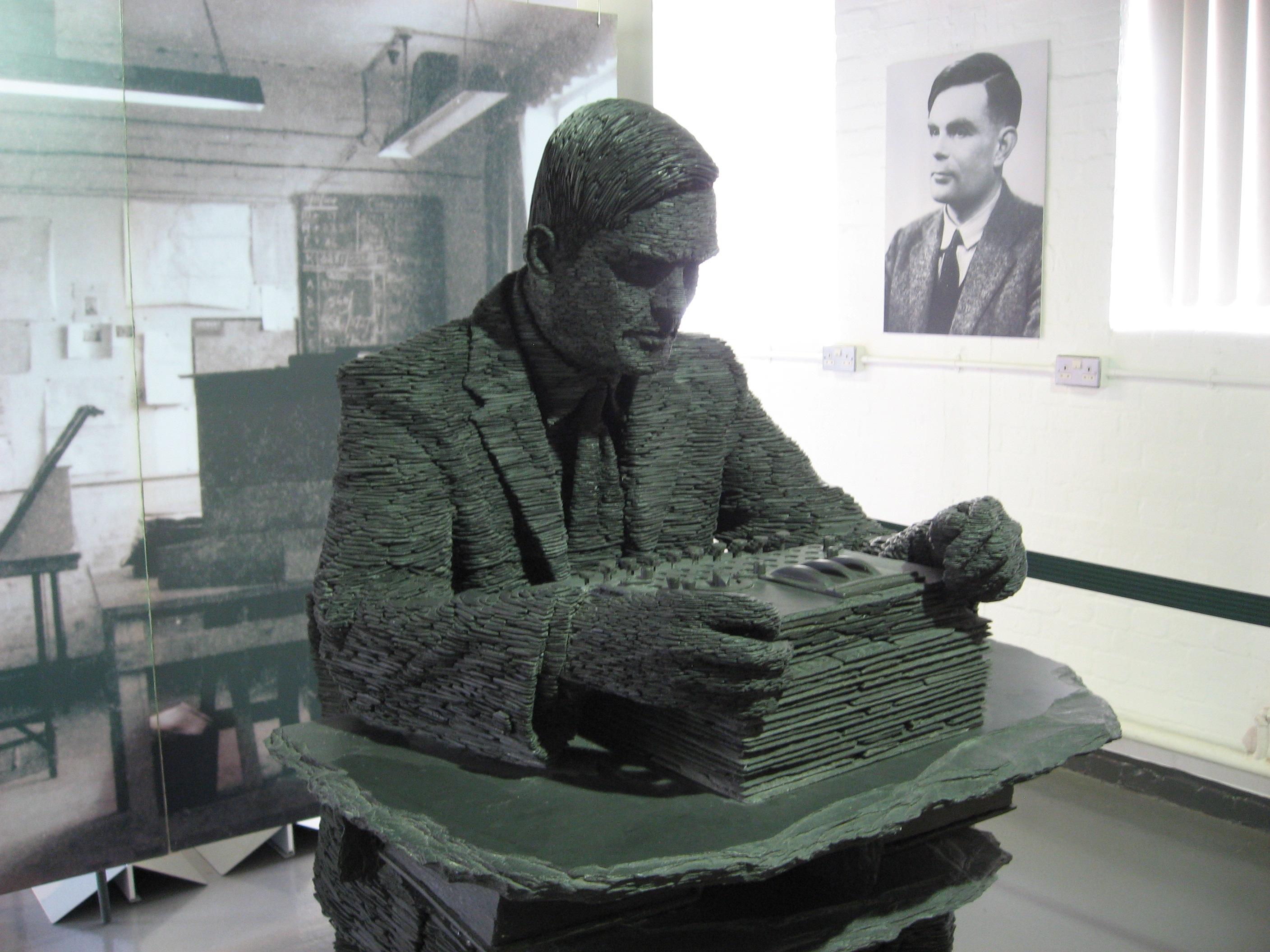
Instalación conmemorativa de Alan Turing en Bletchley Park (con una codificadora alemana Enigma).
Secuencia de imágenes de rayos X de una fase del Proyecto Manhattan (1943-1945) que desembocó en la primera bomba atómica.
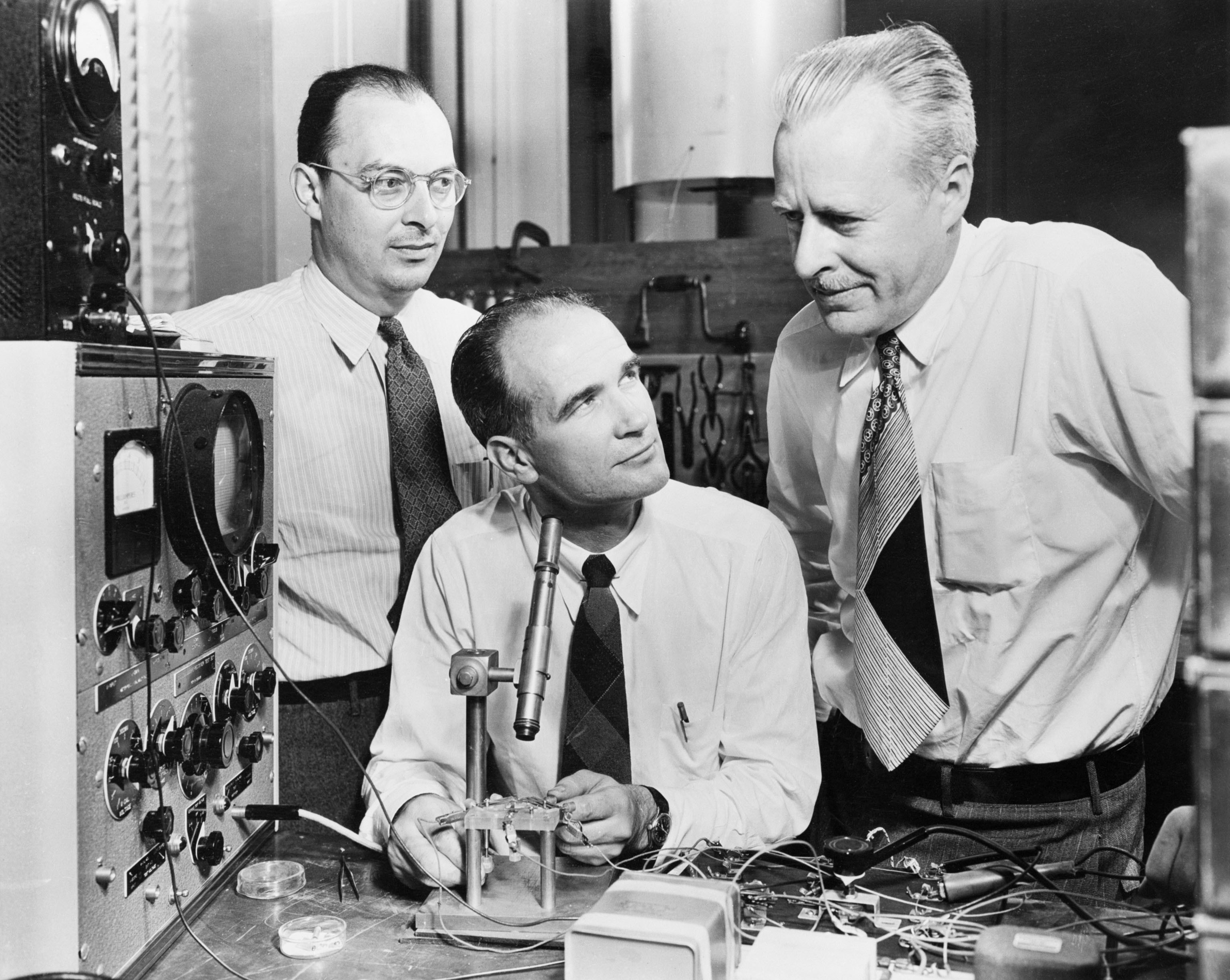
Foto publicitaria de los laboratorios Bell para anunciar la invención del transistor (30 de junio de 1948), con John Bardeen, Walter Brattain y William Shockley (los tres obtuvieron el Premio Nobel de Física de 1956).
El código genético (la correspondencia entre los tripletes del ARNm y cada uno de los aminoácidos).
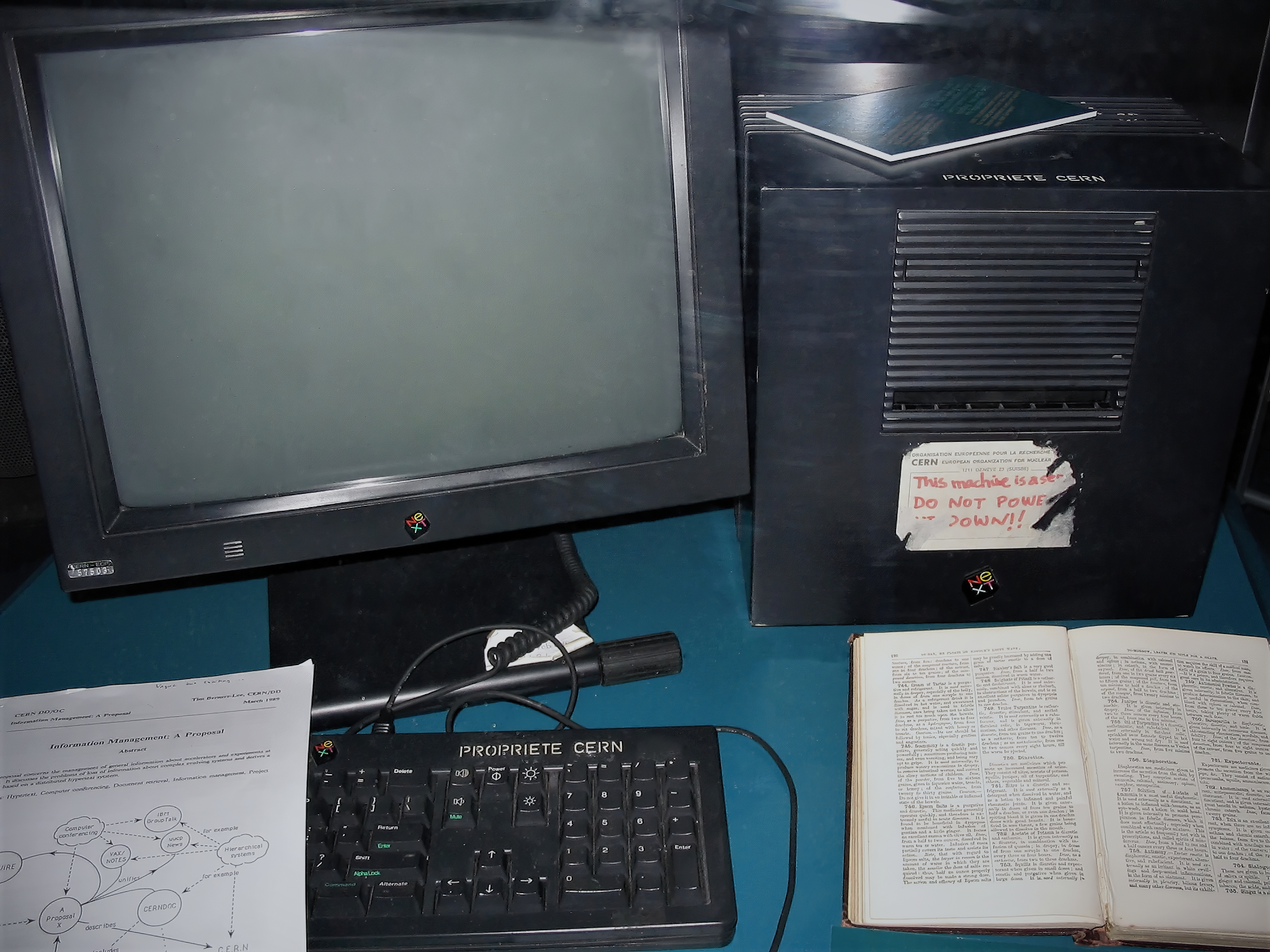
Equipo utilizado por Tim Berners-Lee en el CERN mientras diseñaba la World Wide Web (1991).
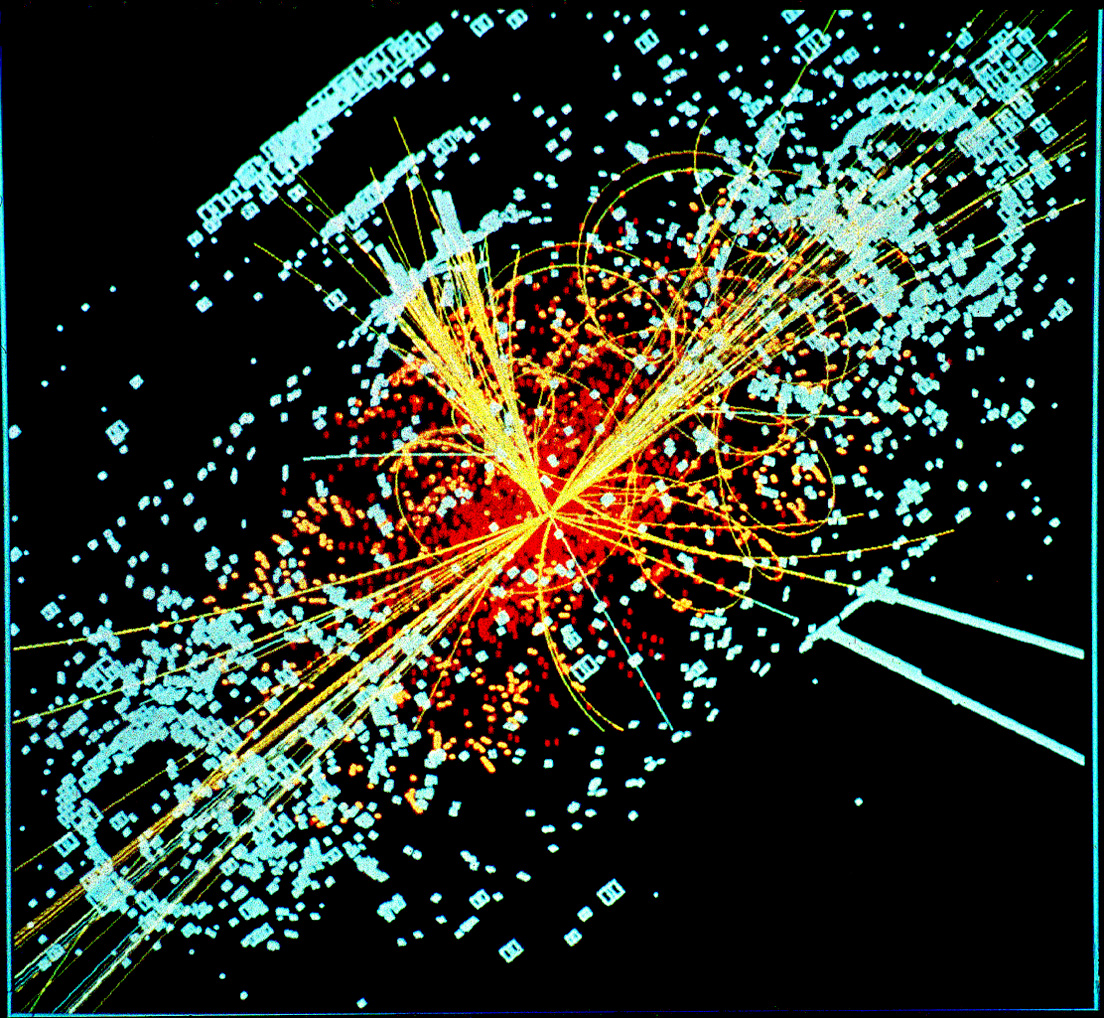
Simulación de la generación del bosón de Higgs en el detector CMS del LHC (CERN, 2012).
La Real Expedición Filantrópica de la Vacuna dirigida por Francisco Javier Balmis (1803-1814) aplicó de modo sistemático el descubrimiento de Edward Jenner (publicado en 1798). Otras expediciones españolas de la época, muy ambiciosas, habían sido las mediciones hispano-francesas que llevaron a la definición del sistema métrico decimal. La expedición Malaspina (1789-1794) fue desaprovechada por cuestiones políticas; mientras que la de Alexander von Humboldt (1799-1804) ha sido calificada como "segundo descubrimiento de América", pero no tuvo aplicación en España. La expedición científica más trascendental de la época, y probablemente de la historia de la ciencia, fue la que realizó Charles Darwin a bordo del Beagle (1831-1836), pero hubo muchas otras (James Cook, Bounty -con su famoso motín-, La Perouse, Lewis y Clark, etc.)
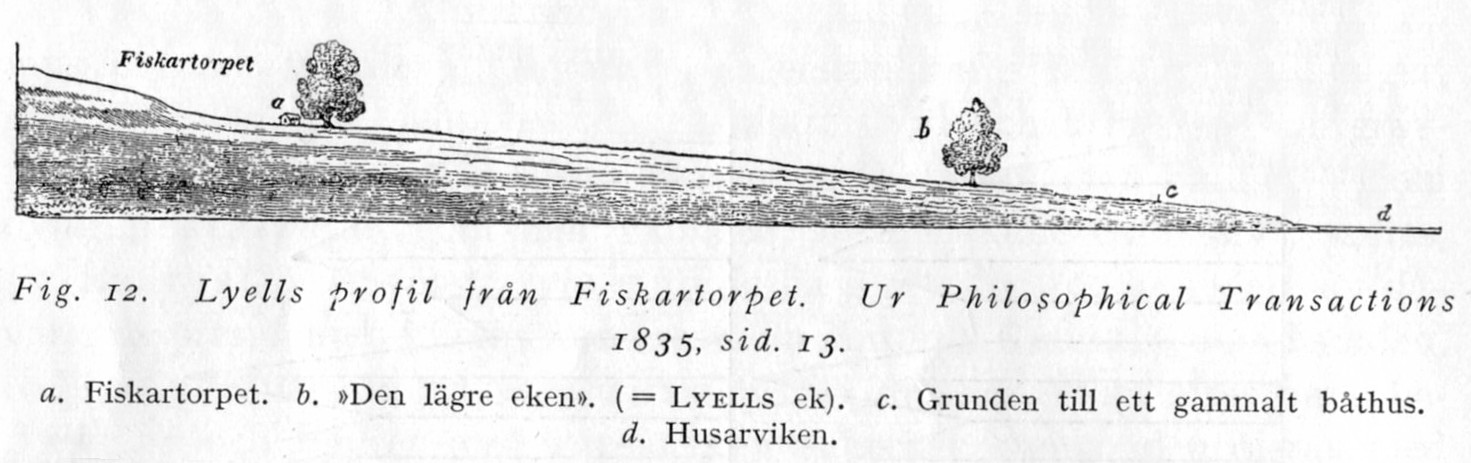
Perfil trazado por Charles Lyell en 1835, donde aparece el llamado "roble de Lyell"[22] (cercanías de Estocolmo), la estimación de cuya edad, comparada con la de otro roble, le permitió establecer el fenómeno actualmente denominado ajuste postglacial.
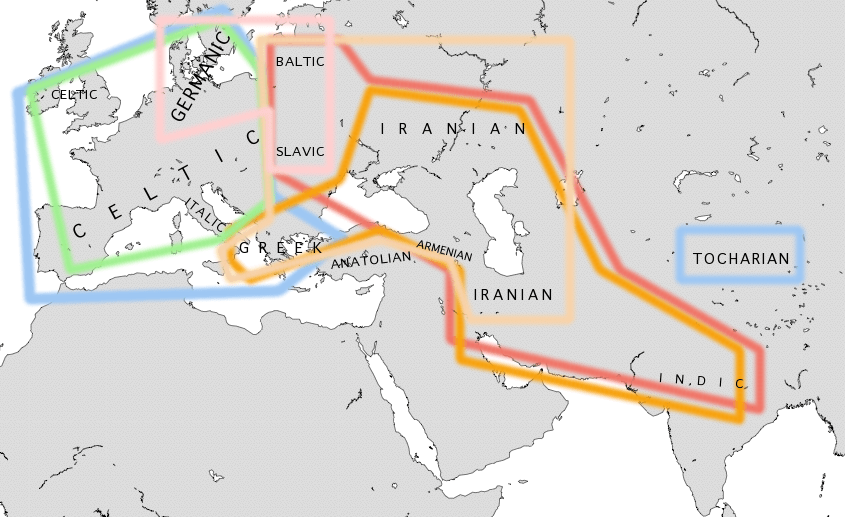
Reconstrucción teórica de las isoglosas de las lenguas indoeuropeas hacia el 500 a. C. En 1816, el artículo Ueber das Konjugationssystem der Sanskritsprache in Vergleichung mit jenem der griechischen, lateinischen, persischen und germanischen Sprache de Franz Bopp, fundó los estudios indoeuropeos y la gramática comparada; aunque la intuición de la conexión entre ese grupo de lenguas había sido publicada anteriormente por William Jones (The Sanskrit Language, 1786). La lingüística se convirtió en un referente fundamental incluso para otras ciencias, tanto sociales como naturales, que seguían el nuevo paradigma evolucionista, lo que se confirmó en el siglo XX con el estructuralismo, que se derivó de las propuestas del Cours de linguistique générale de Ferdinand de Saussure (1913), y con la gramática generativa transformacional planteada por Noam Chomsky en Syntactic Structures (1957).
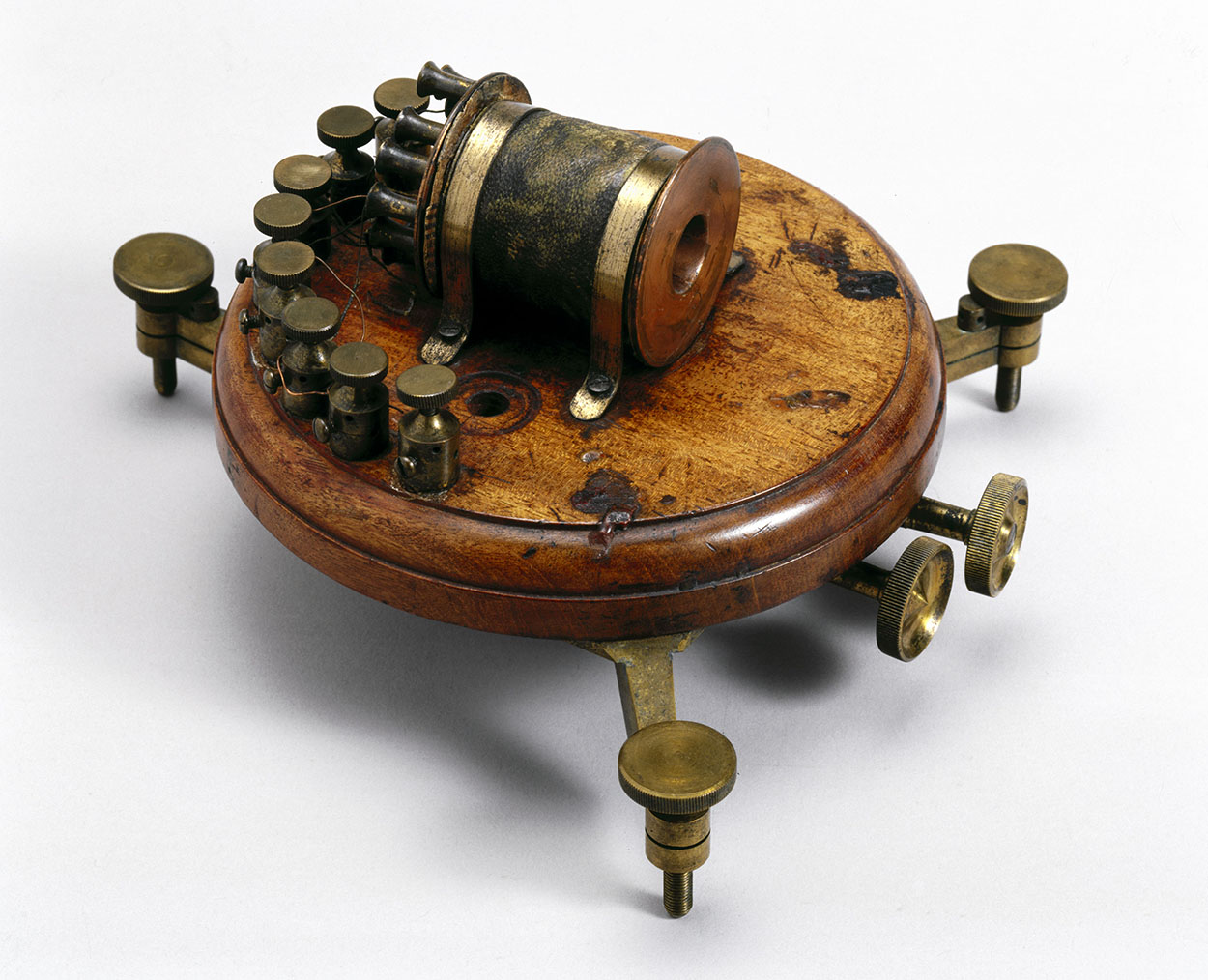
El galvanómetro de William Thomson (Lord Kelvin) permitió la transmisión del primer telegrama transatlántico, que tuvo que vencer también la gran dificultad del tendido del cable por el fondo oceánico (1858-1866).
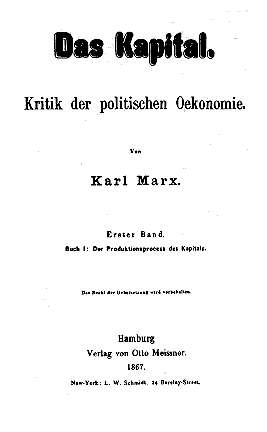
El capital de Marx. El filósofo alemán pretendía construir un "socialismo científico" a partir de su trabajo intelectual de "crítica de la economía política" (como se indica en el subtítulo de su obra) y la generación de una "conciencia de clase" en el proletariado. En el siglo siguiente, las pretensiones cientificistas del materialismo dialéctico terminaron generando unas estructuras académicas que se han denominado "escolástica soviética" (ciencia y tecnología en la Unión Soviética). Con mayor flexibilidad, la metodología marxista o "marxiana" se desarrolló en la historiografía como materialismo histórico (Past and Present, Annales) y en otros ámbitos de las ciencias sociales (Escuela de Frankfurt, geografía radical).
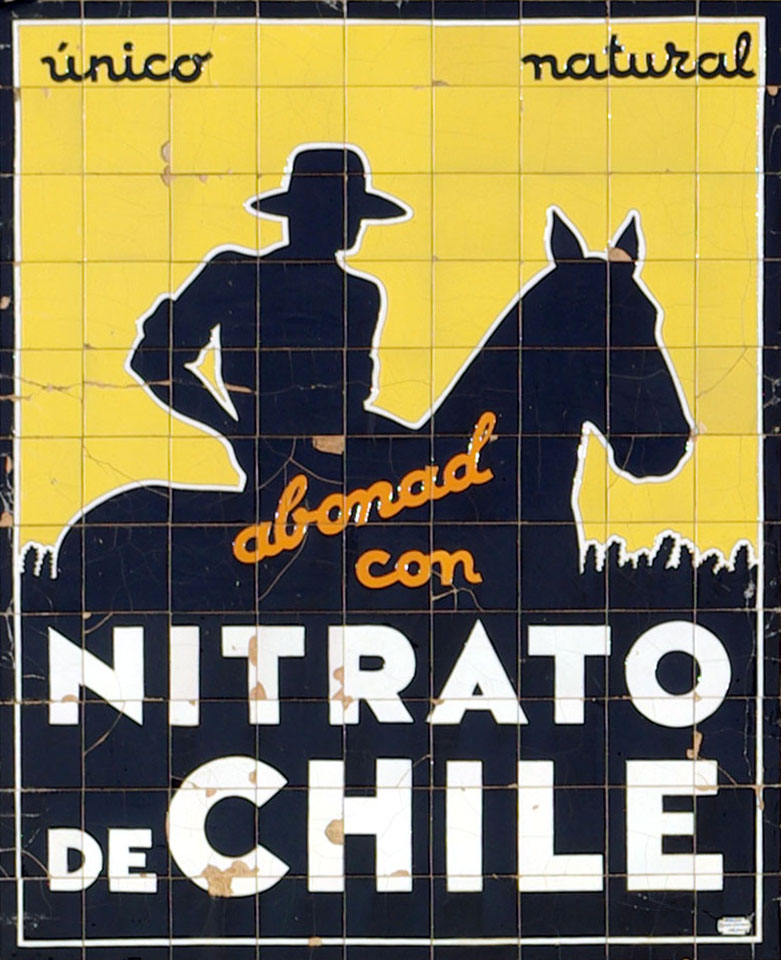
El nitrato de Chile, explotado masivamente como fertilizante, y otros abonos inorgánicos, aplicados a la agricultura científica desde 1840 (Justus von Liebig), permitieron extraordinarios incrementos en los rendimientos, como posteriormente hicieron la llamada revolución verde de mediados del siglo XX (plaguicidas, irrigación) y los cultivos transgénicos desde finales del siglo XX. Todas estas transformaciones han tenido, en mayor o menor medida, oposición desde el punto de vista de la protección del medio ambiente (Rachel Carson, Primavera silenciosa, 1962).
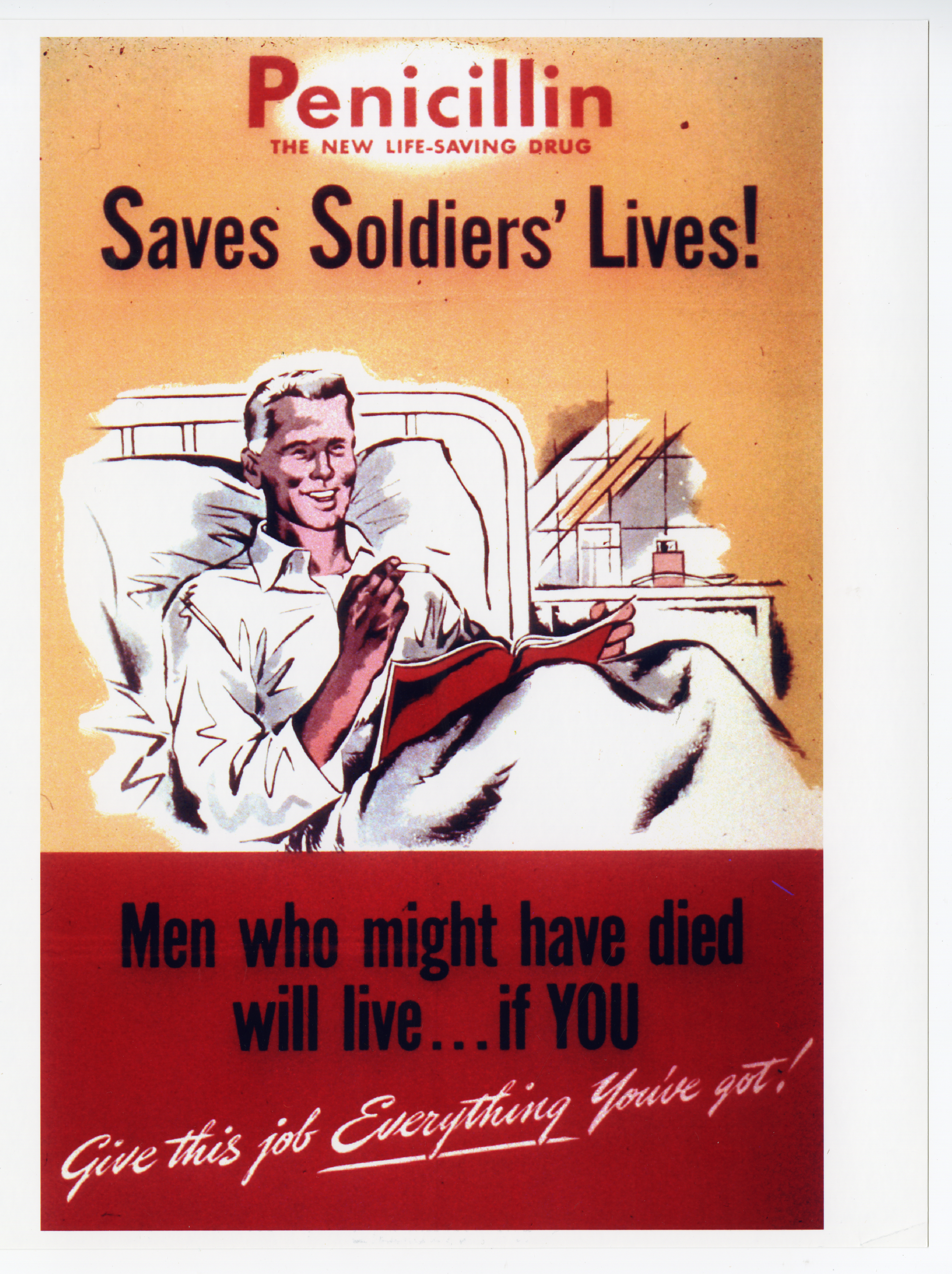
Cartel de propaganda bélica que encomia la penicilina, descubierta en 1928 por Alexander Fleming pero que no pudo producirse industrialmente hasta la Segunda Guerra Mundial (el Premio Nobel de 1945 fue compartido por el médico inglés y por los desarrolladores del proceso, Ernst Boris Chain y Howard Walter Florey).
Ilustración de la teoría de los lugares centrales de Walter Christaller (Die zentralen Orte in Süddeutschland, 1933). La geografía cuantitativa y el urbanismo, así como muchas otras ciencias, tanto sociales como naturales, encuentran en los fenómenos que estudian (tanto las regiones como las ciudades y los barrios que las integran en sucesivas escalas -Jane Jacobs, The Death and Life of Great American Cities, 1961-) complejidades de orden creciente que los caracterizan como sistemas emergentes.
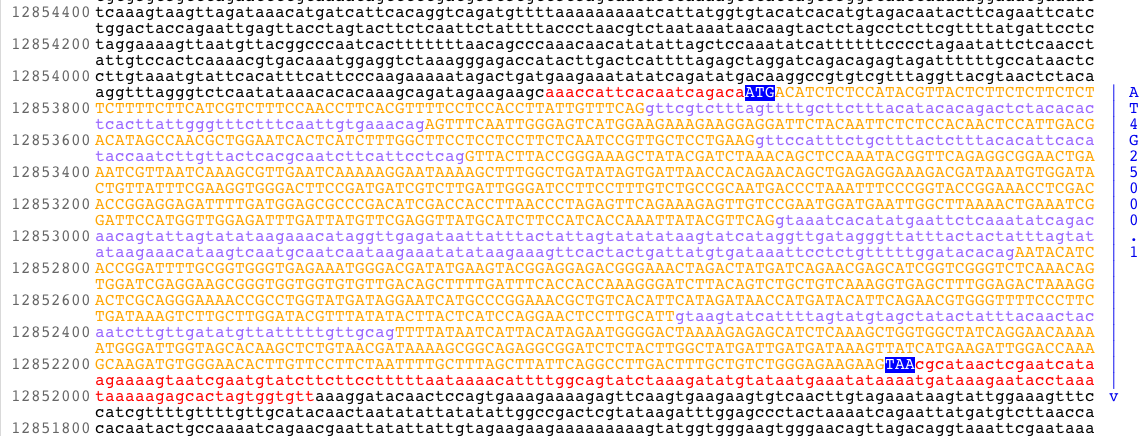
Secuencia del gen AMY1. El proyecto Genoma Humano (Craig Venter, Francis Collins) culminó en el año 2000 medio siglo de hallazgos iniciados por el descubrimiento de la estructura del ADN (Francis Crick y James D. Watson, Molecular Structure of Nucleic Acids: A Structure for Deoxyribose Nucleic Acid, 1953) y el código genético (Severo Ochoa, Arthur Kornberg, Marshall Nirenberg, Har Gobind Khorana, Robert W. Holley, etc.) El gran número de equipos de científicos implicados hace imposible establecer una "paternidad" exclusiva de ninguno de los pasos de este proceso, como ocurre en cualquier otro campo de la "gran ciencia" a partir del siglo XX: en realidad la ciencia y la tecnología son productos sociales, sujetos a las interrelaciones y retornos del complejo CTS.
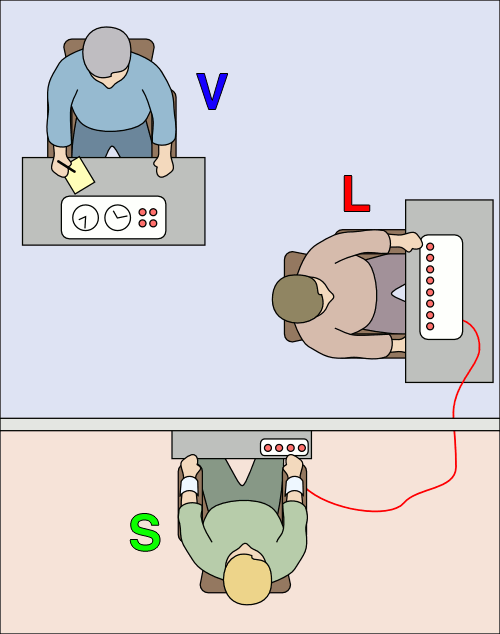
Esquema del experimento de Milgram (Behavioral Study of Obedience, 1963) que, como otros experimentos sociológicos denominados breaching experiment[24] (cárcel de Stanford, Asch, Robber's Cave) demuestra la gran facilidad con que puede obtenerse la conformidad con el grupo, el establecimiento de identidades y jerarquías y la obediencia en los seres humanos, incluso forzando límites morales para llegar a ejercer la violencia contra "el otro". El conductismo (behaviorism, estímulo-respuesta) es un paradigma compartido por ciencias sociales y naturales, y ya eran muy conocidos los experimentos con perros y ratas de Pavlov y Skinner, pero el referente intelectual más evidente era el asombro con el que se había asistido a la desvelación de las técnicas terroríficas de control social y represión en los totalitarismos nazi y soviético o las dictaduras latinoamericanas, incluyendo el papel que jugaron en el Holocausto cada uno de los que contribuyeron a él por "obediencia debida", y que en expresión de Hannah Arendt se denominó "la banalidad del mal" (similar a la de aplicación más general de Erich Fromm: "miedo a la libertad").[25] La aplicación de todo tipo de técnicas psicológicas y sociológicas innovadoras no se restringe a la manipulación política (tanto en los sistemas autoritarios como en los democráticos),[26] ha sido una constante de campos tan diferentes como la publicidad y la educación (especialmente de las sucesivas versiones de la llamada educación progresista). Para Walter Lippmann era una función imprescindible para conseguir lo que denominaba "consenso manufacturado".